# Anaideia
Anaideia era o zeiță greacă sau spirit de asprime, rușine și neiertare. Era însoțitoarea lui Hybris. Opusul ei era Eleos, zeița milosteniei. 